# Lepavina
Lepavina falu Horvátországban Kapronca-Kőrös megyében. Közigazgatásilag Sokolovachoz tartozik.

## Fekvése
Kaproncától 14 km-re, községközpontjától 3 km-re délnyugatra a Kaproncát Körössel összekötő főút mellett fekszik.

## Története
Lepavina régi krónikája szerint az itteni monostort 1550 körül rögtön a boszniai eredetű szerb lakosság letelepedése után alapították. Az első fatemplomot a görögországi Athos-hegyi Hilandar-monostorból érkezett hercegovinai származású Jefrem Vukodabović és két Boszniából érkezett szerzetes társa a szerb lakosság segítségével építette. 1557. Augusztusában a török, valamint Stupčanica, Pakrac és Bijela települések iszlám hitre tért lakói Zarep-Aga Ali vezetésével felgyújtották a templomot és a monostor épületeit, négy szerzetest megöltek, kettőt pedig rabságba hurcoltak. 1598-ban a Hilandar-monostorból érkezett Grigorij két, a Mileševa-monostorból érkezett szerzetestársával újraalapította a szerzetesközösséget és újjáépítette a monostor épületeit. 1630-ban a település ortodox lakossága a török elleni harcokban szerzett érdemeiért nagy kiváltságokban részesült. Ez lehetővé tette a monostor további bővítését. Az építés a monostor elöljárójának Visarionnak a  vezetésével 1636-ban kezdődött és nagy nehézségek közepette 1642-ben fejeződött be. Ez év júniusában a kegyúr Johannes Galler báró megerősítette a monostor tulajdonjogait azokra a birtokokra, melyeket Branjska és Sesvete lakói adományoztak a számára. Hasonlóan tettek később a többi birtokosok is.
Ezután a közösség élete biztonságosabb lett. 1666-ban azonban kiéleződtek az ellentétek a szerbek és varasdi határőrvidék horvát hatóságai között, akik azt szerették volna, ha a szerbek integrálódnak a görögkatolikus egyházba. A szerbek kiváltságaikra hivatkozva ellenálltak és összetűztek az  Osmokruhović körösi bíró vezette horvátokkal. 1672-ben megtorlásul a monostor szerzeteseit a Gmirje monostor lakóival együtt összesen 14 embert gályarabságra ítéltek és Máltára küldtek. 1692 végén és 1693 elején a monostorban tartózkodott Arsenije Carnojević pátriárka a szerb ortodox  egyház feje. Innen látogatta meg a környező ortodox települések híveit. 1715. november 24-én a templom küszöbén lőtték agyon Kodratot a monostor vezetőjét. Miután Marča ortodox kolostora a görögkatolikusok kezére került Lepavina lett a vidék szerb ortodox egyházának központja. 1734-ben az ortodox híveknek sikerült elérni, hogy saját püspököt válasszanak Lepavina ortodox püspöki székhely lett. Később mivel Lepavina az ortodox területek szélén feküdt a székhelyet áttették Severinbe és a püspökséget lepavina-severini eparchátusnak nevezték. Az eparchátus első püspökét Simeont, miután Kaproncán vizsgálati fogságban elhunyt Lepavinán temették el. A mai monostor épületét a 18. század közepén építették fel Nikola Popović, ortodox nevén Nikifor vezetésével. Az új, szerb-bizánci jegyekkel épített barokk templomot 1753. március 25-én szentelte fel Arsenije Teofanović Kostajnica és Zrinopolje püspöke.

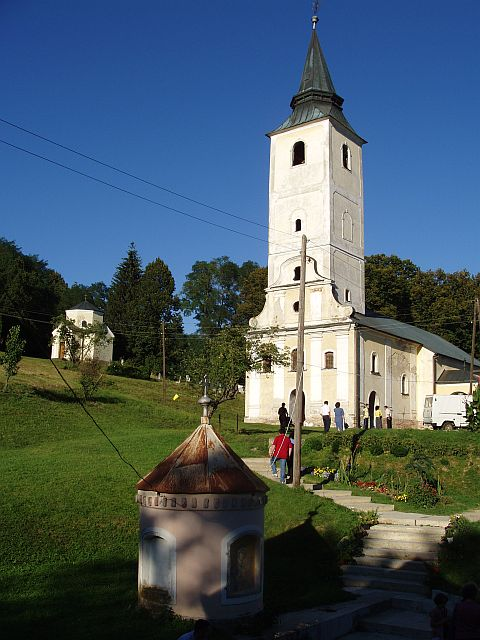
A lepavinai monostor Legszentebb Istenanya-temploma

A falunak 1857-ben 74, 1910-ben 79 lakosa volt. Trianonig Belovár-Kőrös vármegye Körösi járásához tartozott.
A második világháború időszaka különösen nehéz időszak volt a település életében. Rögtön a német megszállás után sokakat letartóztattak és koncentrációs táborba szállítottak. Joakim kolostorfőnököt megölték, a többi szerzetest Szerbiába deportálták. 1943. október 27-én a monostort bombatalálat érte, épületei majdnem teljesen megsemmisültek, a templom és a kollégium súlyosan megrongálódott. A monostor könyvtárának megmaradt részét a görögkatolikus egyház sajátította ki magának.
A háború után a monostor egyetlen lakója Simeon atya volt, aki elkezdte az újjáépítést. Jovan zágrábi és ljubljanai metropolita, aki 1977-ben került az itteni ortodox egyház élére nagy erőfeszítéseket tett, hogy az épületegyüttes újra a régi fényében ragyogjon. Az anyamonostorral Hilanderrel 1984-ben éledtek újra a kapcsolatok, akik Gavrilo atyát küldték ide és aki később a monostor főnöke lett. A monostort végül az Egyházak Világtanácsa segítségével a württembergi és a stuttgarti evangélikus egyház támogatásával renoválták.
2001-ben a falunak 279 lakosa volt.

## Nevezetességei
A Legszentebb Istenanya tiszteletére szentelt ortodox temploma és monostora. A templom 1753-ban épült barokk stílusban. Legféltettebb kincse a Legszentebb Istenanya csodatevő ikonja, melyet a 16. század elején ismeretlen művész festett. Nem tudni, hogyan került a monostorba, de a hagyomány úgy tartja, hogy a szerzetesei közösség létrejöttekor már itt volt. A templom szerb korai barokk stílusban 1775-ben készített ikonosztáza a bombatámadás áldozata lett, csak három kép maradt meg belőle. Rajtuk kívül a monostor még Nemanja Szent Simeon, Szent Száva és Szűz Mária bemutatása a templomban 1647-ben Lepavinán festett ikonjait őrzi. Nagyon értékesek a kéziratok és a régi nyomtatott könyvek. Közülük legértékesebb a 13. és 14. századból származó két Tetraevangélium, az egyik szerb-raskai, a másik macedón szerkesztésű, gyönyörű iniciálékkal. Mivel Lepavinán iskola is működött, számos másolt könyvet is őriztek itt. 

## Külső hivatkozások
- Sokolovac község hivatalos oldala
- A lepavinai pravoszláv monostor honlapja Archiválva 2010. június 16-i dátummal a Wayback Machine-ben
- A lepavinai monostor régi honlapja